# Train Kept A-Rollin'
Train Kept A-Rollin (lett. "Il treno continuò la sua corsa") è una canzone scritta da Tiny Bradshaw, Howard Kay e Lois Mann. Bradshaw registrò per primo la canzone nel 1951, con un arrangiamento rhytm and blues, e che divenne il suo brano più famoso. Nel 1956 Johnny Burnette and the Rock and Roll Trio registrarono e pubblicarono una versione rock and roll di questa canzone. Da allora vennero registrati numerosi rifacimenti di questo pezzo, che viene considerato un classico del rock and roll.

## La versione degli Yardbirds
Gli Yardbirds contribuirono a rendere la canzone un classico del garage-rock interpretandola nell'album del 1965 Having a Rave Up. Il riff usato dal chitarrista Jeff Beck per questa versione fu utilizzato in seguito per un altro brano, scritto da Beck e Keith Relf intitolato Stroll On la cui esecuzione dal vivo è stata impiegata dal regista Michelangelo Antonioni in una celebre sequenza del film Blow-Up.

## La versione degli Aerosmith
Train Kept A-Rollin' è la sesta traccia del secondo album degli Aerosmith, Get Your Wings. La canzone ha una durata di circa 5 minuti e 33 secondi. È stata inserita nel videogioco musicale dedicato alla band di Boston, Guitar Hero: Aerosmith

## Altre versioni
Altri gruppi ed artisti hanno rifatto questa canzone: fra di loro si annoverano Led Zeppelin, Motörhead, Jeff Beck, Guns N' Roses, Metallica, Jimmy Page, Imelda May, Lord Sutch ed altri. Non tutte queste versioni hanno però trovato incisione su dischi ufficiali.